# 叶克守
叶克守（1912年—1990年11月13日），福鼎点头镇翁溪村人。福建省军区原副司令员，中国人民解放军将领。

## 生平
1912年出生于福鼎市点头镇翁溪村一个贫苦家庭。
1935年5月，加入红军游击队，先在浙南挺进师刘英部任战士，同年8月转到闽东红军独立师叶飞部。
1936年5月，加入中国共产党，在闽东地区进行了三年游击战争。
1938年2月，随闽东红军游击队整编为新四军第三支队第六团北上抗日。
1939年7月下旬，参与了夜袭上海虹桥机场战斗。
1940年6月，率部参加郭村保卫战。同年10月参加黄桥战役。
1941年，担任新四军第一师一团三营营长，新四军苏中军区二分区台北独立团副团长，一分区江都独立团副团长，三分区靖江独立团副团长。
1946年8月，率部参加苏中战役。
第二次国共内战期间，担任苏北军区特务团团长，苏北军区二分区四团团长，第三野战军二十九军八十七师参谋长，参加过淮海战役、渡江战役、上海战役、福州战役等。
中华人民共和国成立后，任福建省晋江军分区司令员。
1952年，从泉州调回福安任福安军分区司令员。
1955年，授予大校军衔。
1957年6月，荣获三级八一勋章、二级独立自由勋章、二级解放勋章。
1988年7月被中央军委授予中国人民解放军二级红星功勋荣誉章。
1969年11月至1978年4月，任中国人民解放军福建省军区副司令员。
1982年享受正军职待遇。
曾任中国第四届全国人大代表，中共福建省第二届委员会委员，福建省第四届政协常委。
1990年11月13日在福州逝世，终年78岁。